# Khurshid Aslam
Khurshid Aslam (6. dubna 1936 Lucknow, Indie – 1993) byl pákistánský pozemní hokejista, člen vítězného týmu z olympiády v Římě v roce 1960. V turnaji nastoupil v jednom utkání a to v základní skupině proti Japonsku.